# Какви е деца раждала
„Какви е деца раждала“ е български телевизионен филм от 1971 година на режисьора Димитър Пунев по едноименните разкази от сборника „Диви разкази“ на Кирил Василев. Оператор е Алеко Драганов.
Филмът е съставен от няколко новели: „Райна Княгиня“ и други.

## Актьорски състав
„Райна Княгиня“
| Роля                                                          | Изпълнител         |
| ------------------------------------------------------------- | ------------------ |
| Райна Попгеоргиева учителка, наречена от народа Райна Княгиня | Йорданка Кузманова |
| Паша ефенди                                                   | Йордан Спасов      |
| Георги Бенковски войводата                                    | Стефан Илиев       |
| мъжът, който вика Райна при войводата                         | Георги Костов      |
| Адил ефенди                                                   | Продан Нончев      |
| майката на Райна                                              | Кунка Баева        |
|                                                               | Гинка Шофелинова   |
|                                                               | Димитър Дупаринов  |
|                                                               | Никола Дачев       |
|                                                               | Петър Димов        |
|                                                               | Иван Рачев         |